# Gasteren
Gasteren est un village dans la commune néerlandaise d'Aa en Hunze, dans la province de Drenthe. Le 1er janvier 2008, le village comptait 427 habitants.